# Neonauclea borneensis
Neonauclea borneensis är en måreväxtart som beskrevs av Colin Ernest Ridsdale. Neonauclea borneensis ingår i släktet Neonauclea och familjen måreväxter. Inga underarter finns listade i Catalogue of Life.